# ハインリヒ3世 (神聖ローマ皇帝)
ハインリヒ3世（Heinrich III., 1016年10月28日 - 1056年10月5日）はザーリアー朝第2代ローマ王（ドイツ王、在位：1028年 - 1056年）、神聖ローマ皇帝（戴冠：1046年12月25日）。ザーリアー朝初代コンラート2世の子。ドイツ君主として史上最大の権勢を誇り、イタリアとブルグントへの宗主権を持ち、皇帝として戴冠する前の王の称号としてローマ王を定着させた。黒王とも呼ばれる。しかし皇帝として即位する前にイタリア王となる伝統も残った。1039年までは先帝が崩御するまでの共同王。

## 生涯

### 国王即位まで
1017年にコンラート2世とコンラディン家のシュヴァーベン公ヘルマン2世の娘ギーゼラとの間に生まれた。1024年に父コンラートが国王に選挙された。コンラート2世は、息子のハインリヒに幼年期より英才教育を施した。ハインリヒは、1026年にはバイエルン大公位、1038年にはブルグント王位およびシュヴァーベン大公位を与えられており、父とともにイタリア遠征にも参加するなど、王になる以前から若き指導者としての経験を積んでいた。

### 王権の強化
既にハインリヒ3世が王に即位した時点で、当時の「神聖ローマ帝国」内に並び立つ勢力はいなかった。先代までの王は、王位の承認を得るために各地を巡行する必要があった。だが、ハインリヒにとっての各地の巡行は、王の威光を各地に示すものであった。彼の指導者としての前途は洋々たるものであった。
バイエルン大公・シュヴァーベン大公の地位は、王位就任後間もなく手放して貴族に授封するが、在地に勢力基盤を持たない貴族にその地位を与えることで、大公の地位そのものを官職化させた。さらに、多くの所領を教会に寄進することで、地方勢力の経済的基盤を弱体化させた。こうした一連の大公の地位を弱体化させようという試みはロートリンゲン大公との軍事衝突を招いたが、公領を分割し最終的に上ロートリンゲン公位をシャトノワ家に、下ロートリンゲン公位をアルデンヌ家に与えることで、これも解決させた。一方、ザクセンはビルング家が大公位を世襲していたが、ザクセンに基盤を持たないハインリヒはこの地に深く介入ができず、在地貴族と対立した。ポーランド王国・ボヘミア王国・ハンガリー王国といった東の隣国に対しては、それまで名はあれど実態の無かった（フランクの）「王」の権威を承認させている。

### 第一次イタリア遠征
この頃、ローマ教会は混乱の極みであった。1045年には教皇ベネディクトゥス9世の乱れた私生活に端を発したローマでの暴動の結果、シルウェステル3世（対立教皇とする意見もある）が教皇座を簒奪した。ベネディクトゥス9世は即座に地位を回復するも、その教皇座をグレゴリウス6世に売却した。しかも売却後、シルウェステル3世が復権を目論むのみならず、売り払ったベネディクトゥス9世当人さえもが復権を目論む事態へと展開した。つまりは見苦しい権力闘争が教会内部で続いていた。民衆はこうした事態の解決を神意の地上における執行者としての王に期待した。1046年より、ハインリヒ3世はイタリア遠征を敢行した。
敬虔なキリスト教徒であったハインリヒ3世は、スートリ教会会議において、3人の教皇を罷免してこの混乱の収拾した。そして、北方のハンブルク・ブレーメン大司教であるアーダルベルトを新たな教皇に擁立しようとする。しかしアーダルベルトが北方布教を理由としてこれを拒んだため、バンベルク司教のスイトガーを擁立し、教皇クレメンス2世とした。ハインリヒ3世はこのクレメンス2世から戴冠され、1046年に正式に皇帝となった。なお、この時追放されたグレゴリウス6世に付き添った人物の1人が修道僧ヒルデブラント、後のグレゴリウス7世であった。ハインリヒは翌1047年5月にイタリアから戻った。
しかし、クレメンス2世も1047年10月に死去、後任のダマスス2世もわずか3週間で死去したため、ハインリヒ3世は自らの縁者であるトゥール司教ブルーノを教皇レオ9世とした。レオ9世は前述のヒルデブラントをはじめとするスタッフを教皇庁に集め、シモニアおよび聖職者の妻帯の廃止などの教会改革に尽力した。

### 継承への準備
1050年、待望の長男が誕生した。のちのハインリヒ4世である。1052年には次男のコンラート2世（バイエルン公）が誕生した（1055年に夭折）。1053年、ハインリヒ3世は、トリブールの集会において、わずか3歳のハインリヒ（生誕時の名はコンラート、のちにハインリヒと改名）をローマ王として選出させるなど、息子への王位・帝位継承に心を砕いた。

### 第二次イタリア遠征
1053年、教皇レオ9世は南イタリアにおけるノルマン人との戦いで敗北を喫し、失意のうちに1054年死去した。ハインリヒは後任にアイヒシュテット司教ゲープハルトをウィクトル2世として教皇位に就けた。翌1055年、ハインリヒは再びイタリアに遠征し、フィレンツェで教会会議を開き、教皇領の譲渡を禁止し、司教にシモニアと妻帯の有無の申告をさせた。また、上ロートリンゲン公であったゴットフリート3世が前年にトスカーナ辺境伯ボニファーチオ4世の未亡人ベアトリクスと結婚し、イタリアで勢力を拡大させていた。これに対しハインリヒは、ゴットフリートに圧力を加え、ゴットフリートはイタリアから逃亡、ハインリヒは妻ベアトリクスと義娘マティルデを捕らえた。同年クリスマスには継嗣ハインリヒとサヴォイア伯・トリノ伯オッドーネの娘ベルタを婚約させた。翌1056年初頭に、ハインリヒは再びイタリアから戻った。

### 死去
1056年、帰国後のハインリヒはイヴォアでフランス王アンリ1世と会見した。しかし同年のうちに病に倒れ、死の床でまだ幼い5歳のハインリヒ4世の庇護を遠縁でもあるローマ教皇ウィクトル2世に求め、また前ロートリンゲン公ゴットフリート3世には妻子と領地を返還した後、10月5日に38歳で他界した。10月28日にシュパイアー大聖堂に葬られた。

## 教会改革運動と皇帝
後にハインリヒ4世とグレゴリウス7世の間で、教会の叙任権を巡って熾烈な闘争が展開される。いわゆる叙任権闘争である。この際、改革教皇グレゴリウス7世と皇帝が対立していたことから、皇帝は改革を妨げる勢力であった、とする見解は大きな誤解である。
ハインリヒ3世や、それまでの歴代神聖ローマ皇帝に見られたように、皇帝もまた教会改革運動の推進役であった。例えば、1046年のストリ教会会議でローマ教会の内乱が収拾されたことは、ローマで教会改革運動が高まっていく重要な契機として評価できよう。
教会組織にとっても、皇帝権の強化は一定範囲までは歓迎すべきものであった。皇帝による庇護のおかげで、各地における諸侯の政治的干渉を防ぎ、自立性を保つことができる。のちに、帝国各地の中世都市が皇帝から特許状を得て、諸侯の干渉を牽制しつつ都市の自治を保とうとするが、そのこととも比較できよう。また、皇帝が諸大公の権力を弱体化させる過程で、多くの所領が教会に寄進されている。これは教会組織にとっての重要な経済的基盤となった。
ザクセン朝・ザーリアー朝を通じて行われた帝国教会体制は、帝権の強化に貢献した。一方で、教会組織もまた強化されていった。この利害が一致した両者は、二人三脚で自らの勢力基盤を固めていったといえる。しかし、教会・教皇側にとって、皇帝が頼りがいのある庇護者であることは望ましくとも、皇帝が教会組織を完全に掌握することは決して望ましいことではない。かくして、この両者が、まだ政教分離のなされていない、聖俗入り混じったキリスト教世界の主導権を争ったのが、叙任権闘争であったともいえる。
皇帝権のこれ以上の強化は、とりわけザーリアー朝の時代に入って弱体化の進んでいた神聖ローマ帝国内の諸侯にとっても憂慮すべき事態である。従って、皇帝権のこれ以上の強化を望まないという点で、今度はローマ教皇と「神聖ローマ帝国」内の諸侯の利害が一致する。後に展開される叙任権闘争は、この教皇（教会）・皇帝・帝国内の諸侯という三者の関係を通じて理解されるべきであろう。

## 子女
ハインリヒ3世は1036年聖霊降臨祭の日にデンマーク王クヌーズ2世の娘グンヒルト（1020年頃 - 1038年）と結婚、1女を儲けた。
- ベアトリクス（1037年 - 1061年7月13日） - クウェドリンブルク修道院長。

1043年にアキテーヌ公ギヨーム5世の娘アグネスと再婚した。
- アーデルハイト（1045年 - 1096年1月11日） - ガンダースハイム修道院長。
- ギーゼラ（1047年 - 1053年5月6日）
- マティルデ（1048年 - 1060年5月12日） - シュヴァーベン大公・対立ローマ王ルドルフ・フォン・ラインフェルデンと結婚。
- ハインリヒ4世（1050年11月11日 - 1106年8月7日） - ローマ王、神聖ローマ皇帝
- コンラート2世（1052年 - 1055年4月10日） - バイエルン公（1054年 - 1055年）
- ユーディト（1054年 - 1092年/1096年） - 1.ハンガリー王シャラモンと結婚。2.ポーランド公ヴワディスワフ1世ヘルマンと結婚。